# Savanya Csilla
Savanya Csilla Emília (Szeged, 2004. április 17. –) válogatott magyar labdarúgó. Az ETO FC Győr középpályása/védője.

## Pályafutása

### A válogatottban
Bosznia-Hercegovina válogatottja ellen a 46. percben mutatkozhatott be a válogatottban 2021. április 13-én. 
2021-tól 13 alkalommal szerepelt a magyar válogatottban.

## Statisztika

### Mérkőzései a válogatottban
| Magyarország | Magyarország         | Magyarország                        | Magyarország | Magyarország | Magyarország        | Magyarország            | Magyarország | Magyarország |
| #            | Dátum                | Helyszín                            | Hazai        | Eredmény     | Vendég              | Kiírás                  | Gólok        | Esemény      |
| ------------ | -------------------- | ----------------------------------- | ------------ | ------------ | ------------------- | ----------------------- | ------------ | ------------ |
| 1.           | 2021. április 13.    | Telki                               | Magyarország | 0 – 0        | Bosznia-Hercegovina | barátságos              | -            | 46'          |
| 2.           | 2021. június 10.     | Szeged, Szent Gellért Fórum         | Magyarország | 4 – 0        | Szerbia             | barátságos              | -            | 46'          |
| 3.           | 2021. június 14.     | Szeged, Szent Gellért Fórum         | Magyarország | 2 – 3        | Szerbia             | barátságos              | -            | 46'          |
| 4.           | 2021. október 22.    | Glasgow, Hampden Park               | Skócia       | 2 – 1        | Magyarország        | vb-selejtező            | -            | 66'          |
| 5.           | 2021. október 26.    | Tórshavn, Tórsvøllur Stadion        | Feröer       | 1 – 7        | Magyarország        | vb-selejtező            | -            |              |
| 6.           | 2021. november 30.   | Kisvárda, Várkerti Stadion          | Magyarország | 4 – 2        | Ukrajna             | vb-selejtező            | -            | 46'          |
| 7.           | 2022. február 16.    | La Manga (ESP)                      | Magyarország | 2 – 2        | Oroszország         | Pinatar-kupa            | -            | 75'          |
| 8.           | 2022. február 22.    | San Pedro del Pinatar (ESP)         | Skócia       | 0 – 0        | Magyarország        | Pinatar-kupa            | -            | 86'          |
| 9.           | 2022. november 15.   | Szombathely, Haladás Sportkomplexum | Magyarország | 5 – 0        | Üzbegisztán         | barátságos              | -            | 80'          |
| 10.          | 2023. szeptember 26. | Budapest, Hidegkuti Nándor Stadion  | Magyarország | 0 – 4        | Írország            | Nemzetek Ligája 2023–24 | -            | 72'          |
| 11.          | 2023. december 5.    | Budapest, Hidegkuti Nándor Stadion  | Magyarország | 6 – 0        | Albánia             | Nemzetek Ligája 2023–24 | -            | 46'          |
| 12.          | 2024. február 23.    | Felcsút, Pancho Aréna               | Magyarország | 1 – 5        | Belgium             | Nemzetek Ligája 2023–24 | -            | 78'          |
| 13.          | 2024. április 9.     | Isztambul, Pendik Stadion           | Törökország  | 2 – 1        | Magyarország        | Eb-selejtező            | -            |              |
|              | Összesen             |                                     |              | 13           | mérkőzés            |                         | 0            | gól          |